# 聯航93
《聯航93》（United 93，原名）是一部2006年的美國電影，獲得奧斯卡金像獎提名以及英國電影和電視藝術學院獲獎的影片。由保羅·葛林葛瑞斯執導、寫作，故事內容敘述震驚全球的911恐怖攻擊事件，第四架遭到劫持的聯合航空93號班機當中，乘客與劫機者奮勇對抗的真實事件。由於本片根據真實事件而製作，因此導演與劇組都過濾許多911恐怖攻擊事件的資訊，並且逐一訪問罹難者家屬、911事件調查委員會，也因此，該片相當受到罹難者家屬的支持。
《聯航93》於2006年4月28日全美上映，該片也決定將開片首三天的票房收入10%捐贈給聯合航空93號班機紀念委員會做為紀念。截至2007年3月為止，該片在北美票房為3,140萬美元，全球票房為7,620萬美元。
另一部容易與此電影混淆的作品是A&E電視頻道在2006年1月30日首播之名為《聯航93號》（Flight 93）的群像劇電視電影。

## 劇情
電影一開始為九一一恐怖攻擊事件當天的早晨，劫機犯正在飯店裡禱告，之後前往紐華克自由國際機場。機場內，乘客和機組人員正登上聯合航空93號班機，當然劫機犯也包含在內。準備起飛前，由於跑道上起降班機混亂，此班機暫時延誤。但是，另外三架將被劫持的班機已經起飛了。
最後，93號班機得以起飛，途中飛經曼哈頓西側時，劫機犯齊亞德·賈拉看了一眼世界貿易中心被撞幾分鐘前的最後原貌。
航管中心的螢幕正在監視每一架飛行的班機，其中美國航空11號班機改變航道飛向紐約市，不久後便在曼哈頓降低飛行高度，撞上世貿中心的北塔，但航管中心尚未查覺。CNN馬上轉播北塔冒出濃煙的畫面。當航管中心正在釐清11號班機的動向時，聯合航空175號班機也正準備降低高度並飛向紐約市，之後航管中心便了解這是一場劫機事件，美國航空77號班機也被劫持了。航管中心通報美國空軍，由他們決定是否發射飛彈摧毀被劫持的班機。最後，航管中心和空軍透過電視看見175號班機撞進南塔的畫面。
世貿中心被飛機撞上的消息這時傳入93號班機，同時劫機犯決定展開行動。其中一個同伴組合一顆土製炸彈後，另外三個同伴闖入了駕駛艙，擺了張華府的照片，也就是他們的攻擊目標。同時，77號班機墜毀在五角大廈，產生巨大的火球。
美國聯邦航空總署全國營運管理官班·史萊尼和部下感到一陣錯愕之後，下令迫降每一架正在美國領空飛行的班機，並停止任何的班機起飛。
劫機犯並未阻止乘客利用機上電話與外界聯繫，當得知世貿中心和五角大廈的攻擊事件後，乘客和機組人員發現如果他們什麼事都沒做，也難逃一死，便決心反抗，前往駕駛艙取回飛機。
之中，有一位乘客知道如何駕駛飛機，反抗的小組將希望擺在他身上，在經過一陣判定炸彈是否為真的辯論後，他們首先將持炸彈的劫機犯懾服（事後發現炸彈為假），其他劫機同伴看見後，試圖阻止反抗乘客進入駕駛艙。
齊亞德·賈拉故意搖晃機體以阻止乘客，但乘客還是成功地進入駕駛艙，當兩方激烈打鬥時，機體正往地面俯衝。電影結束時，93號班機墜毀在一個空曠的草原。

## 角色
聯航93的角色眾多，大多都是較不出名的小演員，飾演的角色絕大部分皆為真實人物。
乘客
- 克里斯提安·克萊門森（英语：Christian Clemenson） 飾 湯姆·伯內特（英语：Tom Burnett）
- 夏恩·傑克遜 飾 馬克·賓漢（英语：Mark Bingham）
- 大衛·阿蘭·巴斯凱 飾 托德·比默（英语：Todd Beamer）
- 彼得·赫曼 飾 傑瑞米·葛利克（英语：Jeremy Glick）
- 科瑞·約翰遜（英语：Corey Johnson） 飾 路易斯·J·納克二世
- 丹尼爾·索莉 飾 理查德·瓜達尼奧
- 崔希·蓋茨 飾 珊卓·布萊秀
- 理查德·貝金斯（英语：Richard Bekins）飾 威廉·約瑟·凱許曼
- 邁克爾·J·雷諾茲（英语：Michael J. Reynolds）飾 帕特里克·約瑟·德里斯科爾
- 彼得·馬林克 飾  安德魯·加西亞
- 大衛·瑞奇（英语：David Rasche） 飾 唐納德·弗里曼·格林
- 奇普·齊恩（英语：Chip_Zien） 飾 馬克·大衛·羅森伯格
- 艾瑞克·瑞德曼（英语：Erich_Redman） 飾 克里斯蒂安·亞當斯
- 凱特・詹寧斯・格蘭特（英语：Kate_Jennings_Grant） 飾 勞倫·格蘭可拉（英语：Lauren Grandcolas）
- 西門·波蘭德 飾 艾倫·安東尼·比文
- 翠斯提·凱莉·鄧恩（英语：Trieste Kelly Dunn）  飾 德奧拉·弗朗西絲·波德利
- 朱迪·林恩·麥克林托克 飾 瑪麗恩·R·布里頓
- 瑪絲琳·胡戈（英语：Marceline_Hugot）飾 帕特里夏·庫欣
- 雷·查爾斯森 飾 約瑟夫·德盧卡
- 湯姆·歐洛克 飾 唐納德·亞瑟·彼得森
- 貝奇·倫敦 飾 津·海德利·彼得森
- 約翰·羅斯曼（英语：John Rothman）飾 愛德華·P·費爾特
- 托比·莫里斯（英语：Libby_Morris）飾 希爾達·馬辛
- 丹尼·迪倫（英语：Denny Dillon）飾 科琳·L·弗雷澤
- 蘇珊·布蒙特（英语：Susan Blommaert）飾 珍·佛格
- 塔拉·雨果 飾 克莉絲汀·懷特·高爾德
- 洛娜·達拉斯 飾 琳達·古隆勒德
- 加茂正人 飾 久下季哉[1]
- 麗莎·科倫-扎亞斯（英语：LizaColón-Zayas）飾 瓦文斯卡·馬丁內斯
- 奧莉薇·瑟爾比 飾 妮可·卡羅爾·米勒
- 李・齊默爾曼（英语：Leigh_Zimmerman）飾 克里斯汀·安·斯奈德
- 喬·賈姆羅格 飾 約翰·塔里尼尼
- 克洛·伊瑟琳 飾 霍諾·伊麗莎貝斯·衛尼歐

劫機者
- 哈立德·阿卜杜拉（英语：Khalid Abdalla）飾 齊亞德·賈拉
- 路易斯·阿薩馬利（英语：Lewis Alsamari）飾 薩伊德·阿勒-甘姆地
- 傑米·哈丁（英语：Jamie Harding）飾 阿梅德·阿勒-奈米
- 奧馬爾·貝爾杜尼（英语：Omar Berdouni）飾 阿梅德·阿勒-哈茲納維

機組人員
- 傑·傑·強生 飾 傑森·達爾機長
- 加里·康姆克 飾小李羅伊·荷馬（英语：LeRoy_Homer_Jr.）副機長
- 波利·亞當斯 飾 黛伯拉·威爾許乘務長
- 歐帕·亞蘭丁 飾 西西·萊爾斯乘務員
- 南茜·麥東尼爾 飾 羅蓮·G·貝乘務員
- 斯塔拉·本福德 飾 旺達·安妮塔·葛林乘務員

地面當局人員
- 派翠克・聖埃斯普利特（英语：Patrick_St._Esprit）飾 凱文·納西潘尼空軍少校
- 班·史萊尼（英语：Ben_Sliney）飾 聯邦航空總署全國營運管理官（本人）

## 外部連結
- （英文） 聯航93英文官方網站
- （英文） 互联网电影数据库（IMDb）上《United 93》的资料（英文）
- （英文） 爛番茄上《United 93》的資料（英文）
- （英文） Metacritic上《United 93》的資料（英文）
- （中文） Yahoo奇摩電影上《United 93》的資料（繁體中文）